# Giovanni Peragine
Giovanni Peragine, B. (Altamura, 25 de junho de 1965) é um clérigo católico italiano, atual arcebispo de Escodra-Pult.

## Biografia
Nascido em 1965 na então prelazia de Altamura e Acquaviva, ingressou na Ordem dos Clérigos Regulares de São Paulo em 1983 e emitiu os primeiros votos em 23 de setembro de 1984 e os votos perpétuos em 17 de novembro de 1991. Recebeu a ordenação sacerdotal em 20 de março de 1993.

### Ministério sacerdotal
Em 1998 chegou à Albânia para exercer o seu ministério em Milot. É pároco da paróquia de San Nicola in Milot desde 2002 e é responsável pela rede de voluntários Qendër Agorà Padri Barnabiti desde 2008. Desde 2009 é presidente da Conferência Albanesa dos Superiores Maiores; desde 2012 ocupa o cargo de presidente da União das Conferências Europeias dos Superiores Maiores (UCESM).

### Ministério episcopal
Em 15 de junho de 2017, o Papa Francisco nomeou-o bispo titular de Fenice e administrador apostólico do sul da Albânia.
Recebeu a consagração episcopal no dia 7 de setembro seguinte de Mons. George Anthony Frendo, Arcebispo Metropolitano de Tirana-Durazzo, co-consagrando Dom Charles John Brown, núncio apostólico na Albânia, e Dom Hil Kabashi, seu antecessor. Ele entrou em Vlora no dia 10 de setembro seguinte.
Desde 20 de fevereiro de 2024 é secretário-geral da Conferência Episcopal da Albânia. De 5 de fevereiro de 2018 a 20 de fevereiro de 2024 foi vice-presidente da mesma.
Em 20 de maio de 2024, o Papa nomeou-o arcebispo coadjutor de Scutari-Pult.
Em 8 de janeiro de 2025 sucedeu como arcebispo de Scutari-Pult.